# Rejon charowski
Rejon charowski (ros. Ха́ровский райо́н) – jednostka administracyjna Rosji, położona w obwodzie wołogodzkim, ze stolicą w Charowsku.